# Ancelle riparatrici del Sacro Cuore di Gesù
Le Ancelle Riparatrici del Sacro Cuore di Gesù sono un istituto religioso femminile di diritto pontificio: le suore di questa congregazione pospongono al loro nome la sigla A.R.

## Storia
La congregazione fu fondata il 2 febbraio 1918 a Messina dal canonico Antonio Celona insieme con Anna Maria Palermo. Le prime aspiranti vestirono l'abito religioso il 28 settembre 1919 e il 21 novembre 1921 emisero la loro prima professione dei voti.
L'istituto ricevette il pontificio decreto di lode il 10 giugno 1941 e l'approvazione definitiva il 21 aprile 1951.

## Attività e diffusione
Le suore si dedicano all'istruzione e all'educazione cristiana della gioventù, alla confezione di arredi e paramenti sacri e all'adorazione perpetua del Santissimo Sacramento; il loro fine è la riparazione al Sacro Cuore di Gesù, secondo gli insegnamenti dell'enciclica Miserentissimus Redemptor.
Oltre che in Italia, sono presenti in Brasile, in Costa d'Avorio, in Polonia e negli Stati Uniti d'America; la sede generalizia è a Messina.
Alla fine del 2008 la congregazione contava 167 religiose in 27 case.